# Laurent Chamuleau
Laurent Chamuleau (Lisse, 1973) is trainingsacteur en trainer, gespecialiseerd in interactieve weerbaarheidstrainingen voor zorg-, onderwijs- en overheidsinstellingen, maar ook voor de zakelijke dienstverlening. Hij is eigenaar van Luniek Training & Acteursbureau.

## Loopbaan
Na zijn middelbare school volgde Chamuleau in de periode 1994-1995 het Vrij Propedeutisch Jaar aan de Vrije Hogeschool te Driebergen. Daarna is hij een jaar naar de University of Alberta gegaan.
Chamuleau is tijdens zijn opleiding Agogiek aan de Hogeschool van Arnhem en Nijmegen begonnen met het trainen van recreatiepersoneel in de vrijetijdssector en organiseerde en begeleidde teambuilding dagen voor het bedrijfsleven. Vanaf 2001 deed hij ook werkzaamheden als trainingsacteur en mystery shopper.
In samenwerking met psychologen specialiseerde hij zich echter spoedig in trainingen in het omgaan met agressie met behulp van simulaties en rollenspelen. Zijn carrière startte bij justitie en politie en breidde zich later uit naar de zorgsector, onderwijssector, overheidssector en de zakelijke dienstverlening. Bij het laatste veranderde het thema agressie naar communiceren onder spanning en omgaan met weerstand en lastig gedrag.

## Werkvelden

### Weerbaarheidstrainingen
In 2008 verzorgde Chamuleau de training Omgaan met spanning en lastig of agressief gedrag ("OMSLAG") in het kader van de landelijke dag van de directie Arbeidsmarktfraude (AMF) van de Arbeidsinspectie. Toenmalig minister Donner grapte van "een feestdag voor wetsovertreders". Hij verwees hiermee naar het feit dat de inspecteurs die dag werkgevers niet met een bezoek konden verrassen omdat zij op training waren bij Chamuleau; er zijn namelijk altijd werkgevers die niet op een bezoek van de arbeidsinspectie zitten te wachten. In zulke gevallen kunnen de confrontaties minder vriendelijk verlopen en leiden ze tot spanning en agressie. De training richtte zich op de aanpak van deze problematiek. Chamuleau, die toen zelf als trainer en trainingsacteur optrad, maakte zich hierbij sterk voor een interactieve training. Niet alleen de deelnemers werden actief betrokken, ook toeschouwers namen actief deel aan het leerproces. "Anders hebben de deelnemers mogelijk het gevoel dat ze bekeken worden", onderbouwde hij het, toen een journalist van het Sozavox vakblad de workshop als toeschouwer wilde verslaggeven.
De mantelzorg-organisatie SGL die zich richt op mensen met hersenletsel, maakte in 2017 structurele aanpassingen in hun agressiebeleidsplan. Daarin stapten zij af van het hardhandig agressie afwijzen en de klant als agressor te bestempelen, maar gingen zij naar een aanpak met meer zelfreflectie, begrip en de-escalerend handelen. Luniek heeft ter ondersteuning hiervoor een op maat gemaakte weerbaarheidstraining gegeven in Velden, die zeer positief werd ontvangen en succesvol is geïmplementeerd door het team van SGL.
Zijn ervaring in en kennis van omgang met spanning en lastig en/of agressief gedrag heeft Chamuleau in 2018 in samenwerking met Sierdjan Westen middels twee artikelen in het boek De alles-arts gepubliceerd. Ze zetten in dit boek diverse vormen van grensoverschrijdend gedrag uiteen en leggen uit hoe de professional in met name de zorgsector op dit gedrag effectief kan reageren om een escalerende situatie onder controle te krijgen.
De seminar Van weerstand, naar meestand, die door Chamuleau in 2019 aan hondentrainers gegeven werd in het omgaan met lastige hondeneigenaren, was gebaseerd op regietheater: hierbij werden situaties nagespeeld die kunnen voorkomen tijdens een hondentraining. Hierbij stuurden de deelnemers de acteurs aan. Daarmee werd het verloop van de scenes bepaald door de inbreng van de deelnemers zelf met als doel problematiek, valkuilen en dilemma’s gedurende de hondentrainingen inzichtelijk en bespreekbaar te maken.
Rond de jaarwisseling van 2021 naar 2022 laaide de maatschappelijke discussie over de verruwing van de samenleving weer op naar aanleiding van hoe Hubert Bruls, burgemeester van Nijmegen, om zijn beleid voor de zoveelste keer door het publiek bejegend werd. Chamuleau ziet dat met name in ziekenhuizen mensen ‘meer claimen en eisen’. De coronacrisis dat sinds 2020 gaande is, is extra olie op het vuur voor agressie in de maatschappij: wanneer mensen aangesproken worden op het niet naleven van veranderende huisregels, volgt vaak - niet altijd vriendelijke - discussies. In zijn trainingen over omgang met verbale agressie maakt Chamuleau onderscheid tussen emotionele frustratie en gerichte agressie. Volgens hem gaat het erom bij verbale agressie grenzen te stellen en vanuit rust, met een zekere 'spanningscontrole', te reageren en het feitelijk te houden. Een primaire reactie is funest. Chamuleau haalt hiervan als voorbeeld de "Doe eens normaal, man. Doe lekker zelf normaal!" confrontatie tussen Geert Wilders en Mark Rutte in het najaar van 2011 bij, toen zij debatteerden over de Turkse premier Erdoğan. Deze discussie is ook een voorbeeld dat niet alleen onder het publiek, maar ook in de politiek sprake is van erosie van omgangsnormen.

### Overige interactieve activiteiten
De sociale en improvisatorische vermogens van trainingsacteurs maakt hen gewild in de amusementssector. Chamuleau acteerde zo voor de eerste aflevering van het NCRV tv-spelprogramma Slag om Pampus (2008). Daar nam hij de rol van drenkeling op zich in een simulatie van een schipbreuk gedurende storm op zee, hetgeen een assessment was. De deelnemers werden namelijk getest op hoe ze de drenkeling zouden redden. Onder toeziend oog van psycholoog Bas Kok werden ze gescreend op hun geschiktheid voor het fortwachtersleven op Pampus.

### Korte films
Chamuleau is als acteur te zien in simulaties waar het filmen van werkelijke situaties/personen ongepast, maar realistisch visueel beeldmateriaal gewenst is. Zo speelde hij voor de Politieacademie in een educatieve film over huiselijk geweld. Deze film wordt gebruikt om agenten in opleiding beter inzicht te bieden in huiselijk geweld dat zich achter de deuren afspeelt en de studenten te trainen hoe ze in zulke situaties dienen te handelen. Chamuleau speelde hierin de rol van een agressieve man. Fragmenten van deze educatieve film zijn in 2008 door het NOS journaal uitgezonden ter ondersteuning van hun rapportage over de politie rondom het onderwerp huiselijk geweld.
In de periode 2015-2016 maakte Luniek in samenwerking met twee ziekenhuizen een aantal korte educatieve films voor een e-learning. Deze films hadden onder andere als doel om verpleegkundigen met elkaar in gesprek te laten gaan over wat grensoverschrijdend en instrumenteel gedrag is en hoe daarmee om te gaan. In enkele van deze filmpjes, die onder andere door Luniek geregisseerd zijn, nam Chamuleau zelf de rol van patiënt of bezoeker op zich.
In 2016 is een promotiefilm voor de Master opleiding psychologie aan de Radboud Universiteit gemaakt, waarin Chamuleau een depressieve man acteert die door een psycholoog behandeld wordt. Anno 2021 wordt deze film nog steeds door de universiteit getoond om studenten te werven.

## Publicaties
- Sierdjan Westen, Laurent Chamuleau (2018), "Omgang met emotie en agressie" en "Omgang met grensoverschrijdend gedrag", in De alles-arts, Prelum.[12]
- Vera Nijhuis (ed.), Laurent Chamuleau (ed.) (2015), Handreiking Opvang & Nazorg, Nijmegen: Luniek.[13]
- Vera Nijhuis (ed.), Christelle Chamuleau (ed.), Laurent Chamuleau (ed.) (2010), Handreiking veiligheidsbeleid, Nijmegen: Luniek.[14]